# HMAS Dechaineux (SSG 76)
Le HMAS Dechaineux (pennant number : SSG 76, le sigle SSG signifiant Guided Missile Submarine) est le quatrième des six sous-marins de classe Collins exploités par la Royal Australian Navy (RAN).
Nommé ainsi en mémoire du captain Emile Dechaineux, le bateau a eu sa quille posée en 1993 et il été lancé en 1998. Le Dechaineux et son sister-ship Sheean ont été modifiés pendant la construction dans le cadre du programme « fast track », une tentative de résoudre les problèmes affectant la classe Collins, et de mettre en service au moins deux sous-marins pleinement opérationnels avant que le dernier sous-marin de classe Oberon ne soit mis hors service.
En 2003, une conduite d’eau de mer a éclaté alors que le HMAS Dechaineux était immergé en profondeur, entraînant presque la perte du sous-marin.

## Conception
La classe Collins est une version agrandie du sous-marin de classe Västergötland conçu par Kockums. Avec une longueur hors-tout de 77,42 mètres, un maître-bau de 7,8 mètres et un tirant d'eau de 7 mètres, ainsi qu’un déplacement de 3 051 tonnes en surface et 3 353 tonnes en immersion , ils sont les plus grands sous-marins à propulsion conventionnelle au monde,. La coque est construite en acier à haute résistance et est recouverte d’une couche de tuiles anéchoïques pour minimiser le risque de détection par sonar,. La profondeur à laquelle ils peuvent plonger est classifiée, mais la plupart des sources affirment qu’elle est supérieure à 180 mètres,.
Le sous-marin est armé de six tubes lance-torpilles de 21 pouces (533 mm) et transporte une charge utile standard de 22 torpilles : à l’origine un mélange de torpilles Gould Mark 48 Modèle 4 et UGM-84C Sub-Harpoon. Plus tard les Mark 48 furent mises à niveau vers la version Modèle 7 Common Broadband Advanced Sonar System (CBASS),,.
Chaque sous-marin est équipé de trois moteurs diesel à 18 cylindres Garden Island-Hedemora HV V18b/15Ub (VB210), qui sont chacun connecté à un générateur Jeumont-Schneider de 1 400 kW et 440 volts à courant continu. L’électricité produite est stockée dans des batteries, puis fournie à un seul moteur à courant continu Jeumont-Schneider, qui fournit 7 200 ch et actionne à une hélice à sept pales, à inclinaison unique, de 4,22 mètres de diamètre,. La classe Collins a une vitesse maximale de 10,5 nœuds (19,4 km/h) en surface ou en immersion au schnorchel, et peut atteindre 21 nœuds (39 km/h) sous l’eau. Les sous-marins ont un rayon d'action de 11 000 milles marins (20 000 km) à 10 nœuds (19 km/h) en surface, et 9 000 milles marins (17 000 km) à 10 nœuds en immersion au schnorchel. Lorsqu’il est complètement immergé, un sous-marin de classe Collins peut parcourir 32,6 milles marins (60,4 km) à la vitesse maximale de 21 nœuds, ou 480 milles marins (890 km) à la vitesse économique de 4 nœuds (7,4 km/h). Chaque bateau a une autonomie de 70 jours.
Les problèmes avec la classe Collins, mis en évidence dans le rapport McIntosh-Prescott, et le besoin urgent d’avoir des sous-marins prêts au combat dans la flotte de la RAN en dépit du déclassement imminent du Otama, le dernier sous-marin de classe Oberon encore en service en Australie, ont incité à la mise en place d’un programme d'un milliard de dollars australiens pour amener le Dechaineux et son navire jumeau HMAS Sheean à un niveau opérationnel le plus rapidement possible. Appelé programme « fast track » ou « get well », ce programme accéléré nécessitait l’installation de moteurs diesel fiables, la résolution des problèmes hydrodynamiques, sources de bruit, en modifiant la conception de la coque et de l’hélice, et la fourniture d’un système de combat fonctionnel. Le système de combat original conçu par Rockwell International avait été annulé, mais comme il n’y avait pas assez de temps pour évaluer le système de remplacement afin de l’inclure dans le programme « fast track », les deux sous-marins ont été équipés de composants de l’ancien système Rockwell, qui ont été complétés par du matériel et des logiciels commerciaux prêts à l’emploi. Même avec le système Rockwell amélioré, on croyait que les capacités des bateaux de classe Collins « fast track » n’étaient équivalentes qu’à celles des Oberon.

## Construction et essais
La quille du HMAS Dechaineux a été posée par l’Australian Submarine Corporation le 4 mars 1993, il a été lancé le 12 mars 1998 et mis en service dans la RAN le 23 février 2001. Le Dechaineux a été nommé ainsi en mémoire du captain Emile Dechaineux, tué par une attaque kamikaze le 21 octobre 1944 alors qu’il commandait le HMAS Australia.

## Engagements
Le 14 décembre 2000, les HMAS Dechaineux et Sheean arrivent à HMAS Stirling, après l’achèvement de leurs essais en mer.
Le 12 février 2003, le HMAS Dechaineux opérait près de sa profondeur de plongée maximale, au large des côtes de l’Australie-Occidentale, lorsqu’un tuyau d’eau de mer a éclaté. L’eau de mer à haute pression a inondé la salle des machines inférieure avant que le tuyau ne soit scellé : on a estimé que si la voie d'eau avait continué pendant encore vingt secondes, le poids de l’eau aurait empêché le HMAS Dechaineux de revenir à la surface. La RAN a rappelé tous les sous-marins de classe Collins à la base après cet incident et, après que les ingénieurs n'eurent pas été en mesure de déterminer le défaut dans les tuyaux à l’origine de l’incident, a ordonné que la profondeur de plongée maximale de la classe soit réduite, par sécurité.
Le HMAS Dechaineux a subi une période de maintenance en 2009 et début 2010. Le sous-marin a été remis en service à la fin du mois de mai 2010,.
Le 9 novembre 2010, le HMAS Dechaineux a été endommagé après qu’un remorqueur, qui l’aidait à manœuvrer depuis son poste d’amarrage au HMAS Stirling, ait enfoncé sa poupe. Le sous-marin a été envoyé au complexe maritime australien à Henderson, en Australie-Occidentale, pour des réparations. Celles-ci ont été achevées en une semaine et le HMAS Dechaineux était opérationnel à la fin du mois de novembre.
En 2012, le HMAS Dechaineux a subi une période de maintenance intermédiaire, a assisté le HMAS Warramunga lors des essais de la torpille MU90 Impact et a participé à plusieurs exercices d’entraînement.